# Adenomera diptyx
Espèce
Synonymes
- Leptodactylus diptyx Boettger, 1885
- Leptodactylus glandulosus Cope, 1887

Statut de conservation UICN

 LC  : Préoccupation mineure
Adenomera diptyx est une espèce d'amphibiens de la famille des Leptodactylidae.

## Répartition
Cette espèce se rencontre de 50 à 900 m d'altitude :
- au Paraguay ;
- en Bolivie dans le département de Santa Cruz ;
- en Argentine dans les provinces de Chaco, Formosa, Corrientes, Entre Ríos, Misiones.

## Publication originale
- Boettger, 1885 : Liste von Reptilien und Batrachiern aus Paraguay. Zeitschrift für Naturwissenschaften (Halle), vol. 58, p. 213-248 (texte intégral).